# Fertőrákos

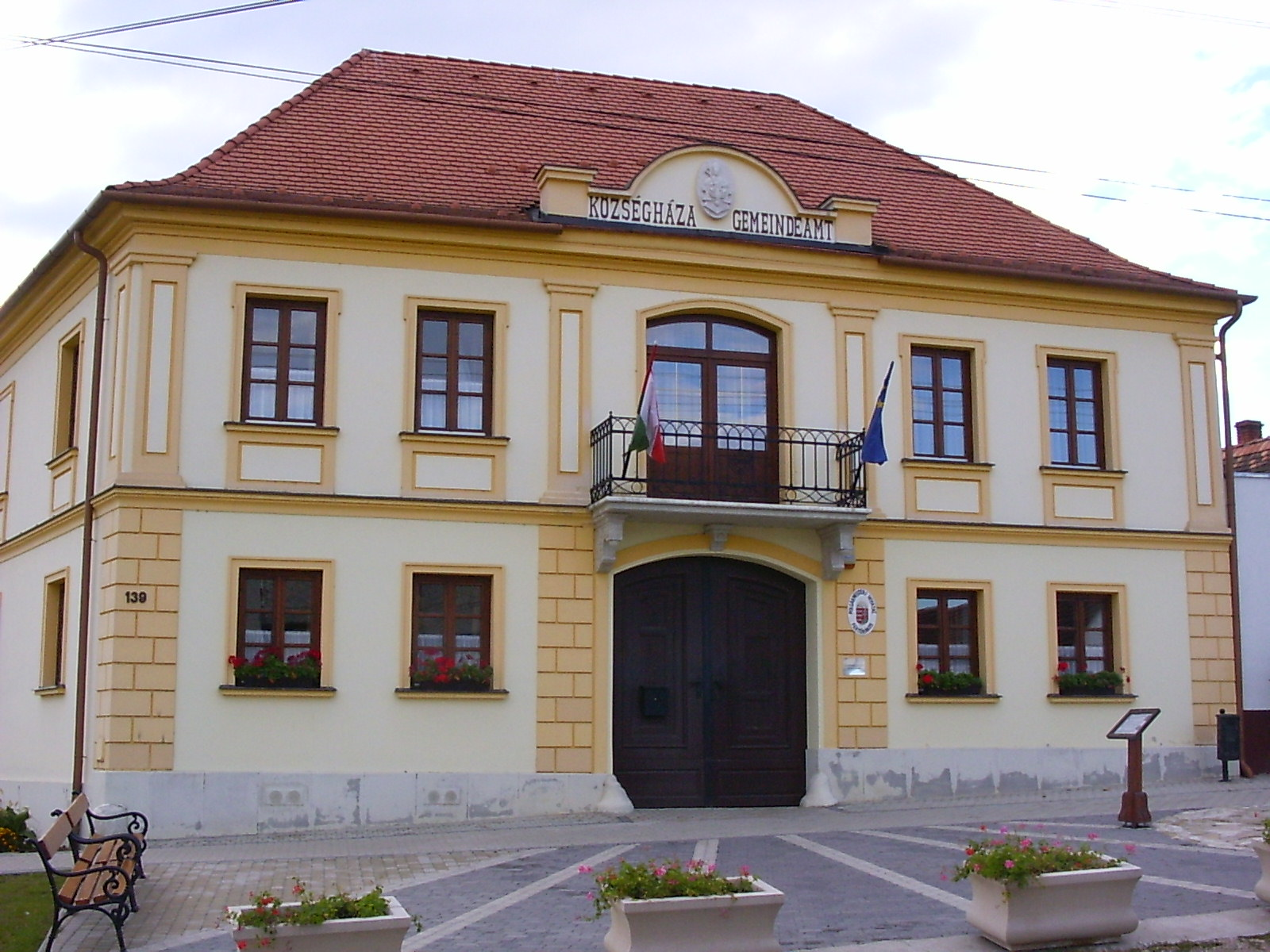
A községháza

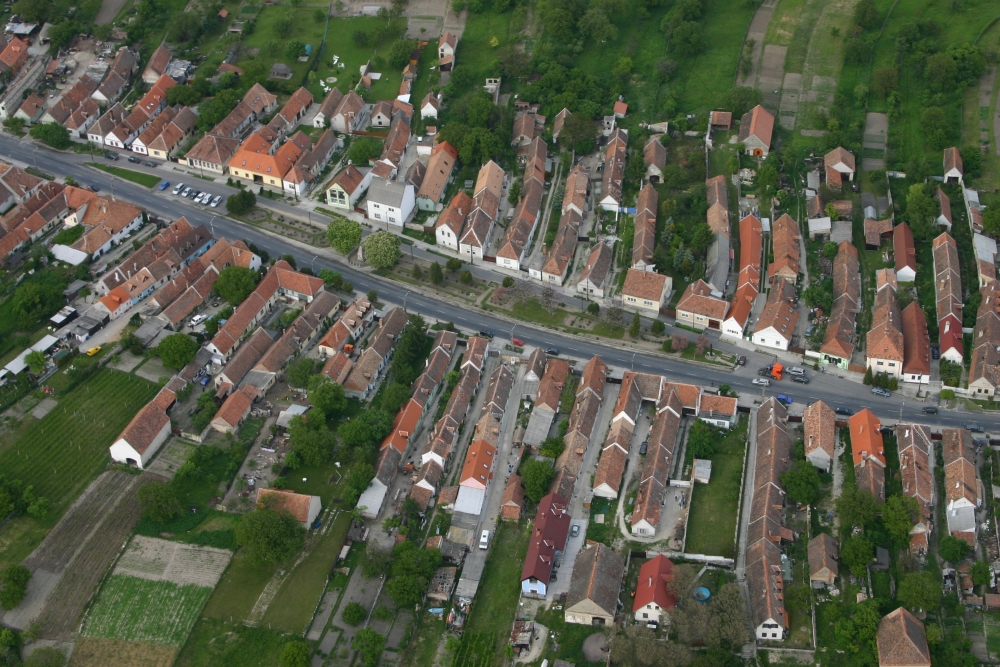
Hosszúházas beépítés

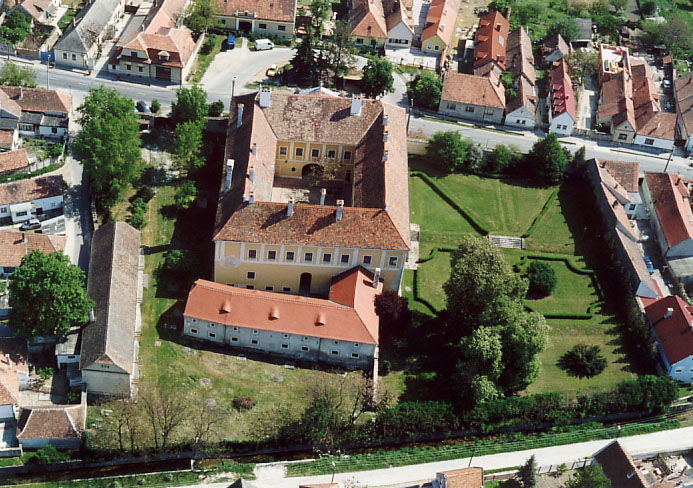
A püspöki kastély

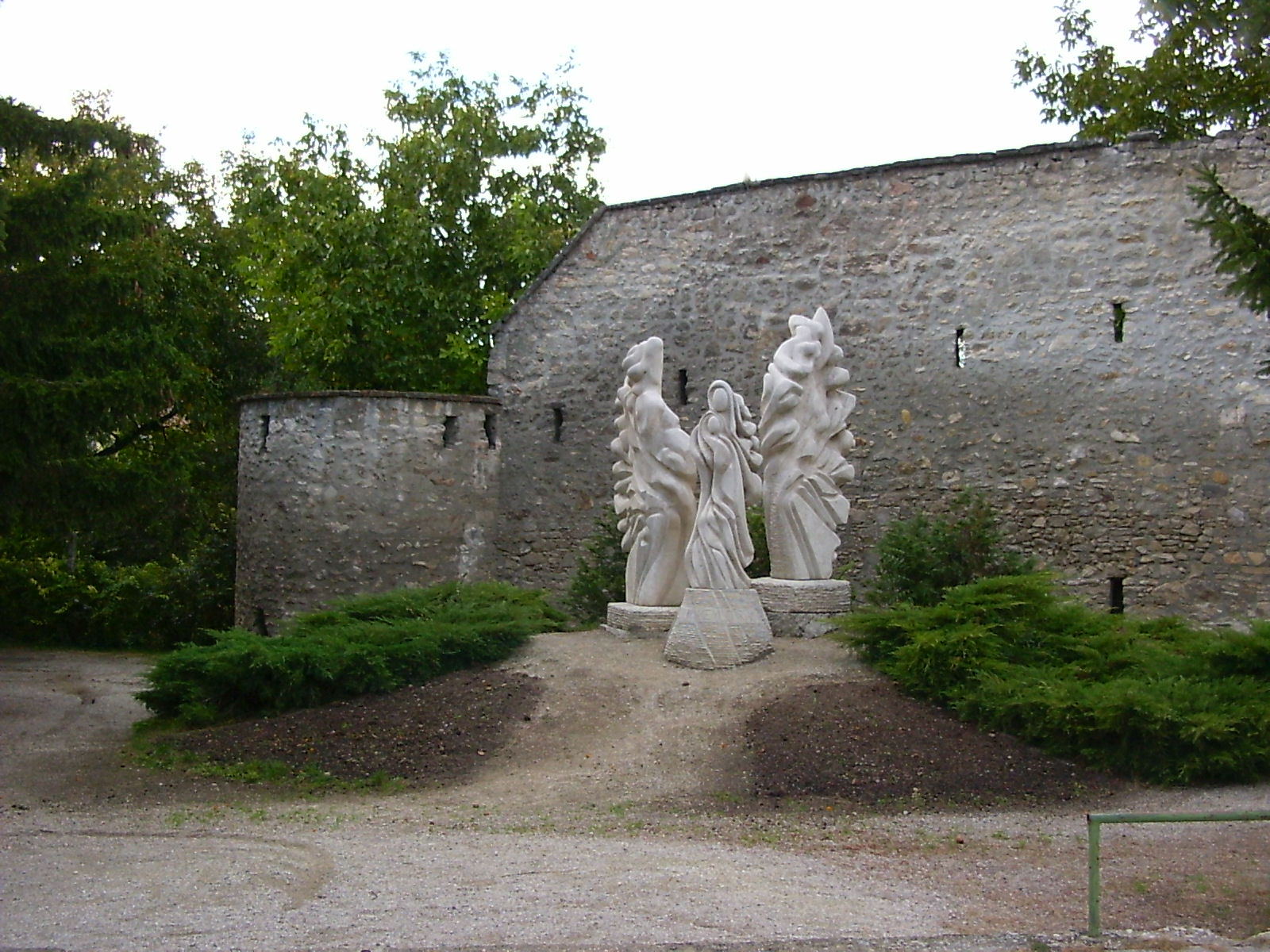
Az egykori várfal részlete

Fertőrákos (németül: Kroisbach, horvátul: Krojspuh, régies németül: Krewspach) község Győr-Moson-Sopron vármegyében, a Soproni járásban, a járásszékhelytől mintegy tíz kilométerre északkeletre, közvetlenül az osztrák határ mellett. Kiemelkedő történeti és művészeti emlékekkel rendelkezik; szép természeti környezetben fekszik, számos épülete műemlék. Egyike az UNESCO világörökség részét képező Fertő/Neusiedlersee kultúrtáj jelentős településeinek, része a Fertő-Hanság Nemzeti Parknak.
A községet átszeli a Fertő-parti országút, valamint a tó körül épült kerékpárút. Két határátkelőhellyel rendelkezik; gépjárművel Sankt Margarethen im Burgenland (Szentmargitbánya) irányába lehet átkelni Ausztriába a Páneurópai Piknik Emlékpark szomszédságában, míg Mörbisch am See (Fertőmeggyes) felé gyalogos, kerékpáros és lovas átkelő található, közvetlenül a Mithrász-szentély mellett. A település határában kikötő, tóparti üdülőhely és strand található.
A falut először 1199-ben említik Racus néven. 1457-ben először németül Krewspach, később Kroisbach néven emlegették, és a középkor óta Nyugat-Magyarország zárt német nyelvterületéhez tartozik (1880-as magyar népszámlálás során kiderült, hogy a község 90,9%-a német nemzetiségű. Egy 1910-ben készült régészeti lelet az úgynevezett Kroisbacher típusú kelta érméket hozta napvilágra.
Fertőrákos egyike volt a Sopront környező öt községnek, amelyek az 1921-es soproni népszavazáson nagyrészt úgy döntöttek, hogy Ausztriához csatlakoznak. 1946 tavaszán a német ajkú lakosok többségét kitelepítették Németország amerikai zónájába.
Évente kerül megrendezésre a Fertőrákosi Barlangszínházban, továbbá Sopronban a Wagner-Liszt Fesztivál.

## Fekvése
Soprontól 10 kilométerre északkeletre, a Fertőmelléki-dombságon, a Fertő nyugati partján, az Ausztriához tartozó Fertőmeggyes közvetlen közelében található. A település nyugatról, az itteni kőfejtő lajtamészkövétől a Fertő nádasaiig húzódik, a Rákos-patak szakadékos völgye mentén. A helységtől délre a Kecske-hegyet és a Szárhalmi erdőt találjuk, északra pedig az országhatárig főleg szőlőket.

### Megközelítése
Csak közúton közelíthető meg, három irányból: Sopron belvárosa felől a 8527-es úton, a 84-es főútból Kópházánál kiágazó, Balfot is érintő 8526-os úton, valamint az ausztriai Szentmargitbánya (Sankt Margarethen im Burgenland) felől a Páneurópai piknik helyszínét is érintő 8532-es úton.
Vasútja nincsen, de a Volán menetrend szerinti járataival elérhető. A Fertő körül épült kerékpárúton a határ túloldalán fekvő Fertőmeggyes (Mörbisch am See) felől érkezők első magyarországi állomása Fertőrákos. A gyalogos, kerékpáros és lovas határátkelőhely a Mithrász-szentély mellett halad el.

## Története

### Ókor
Már a rómaiak előtt lakott hely volt; a római uralom alatt valószínűleg népes település lehetett. Rengeteg római pénz került elő a fertőrákosi szőlőkből. Ebből a korból való egy ritka emlék, a hajdani borostyánút mellett található Mithrász-szentély is, amit a napistennek hódoló katonák részére építettek a 3. században.

### A középkorban
1002 után a terület a győri püspökség birtoka volt. A helység nevével (Racus formában) először egy 1199-ből származó ajándékozó oklevél szövegében találkozunk – nevét valószínűleg a patakban élő sok rák miatt kapta. Ez az állat, valamint a kezében pásztorbotot tartó püspök látható a helység címerében is. Említik még 1241-ben, amikor a falu templomát a Boldogságos Szűz tiszteletére szentelték fel. Következő adatunk 1254-ből való, amikor a győri püspök és Sopron városa is magának követelte a fertői vám jogát. Sopron környékén Fertőrákos volt az egyetlen olyan település, amely nem a város birtoka volt, hanem a győri püspökséghez tartozott. 1311-ben a város és a győri püspök újabb viszálykodásának részeként a soproniak lerombolták a püspöki kastélyt.
Valószínűleg már a 14. század közepén lehetett Racusnak vára, hiszen egy 1371-ből származó oklevél említi. Volt a falu határában egy másik vár is, amely a Macskakő nevet viselte. Ezt először 1443-ban említették, amikor a husziták elfoglalták a területet, kiűzésük után Hunyadi Mátyás 1464-ben leromboltatta a várat.
Ezután fél évszázados béke következett, aminek az 1526-os mohácsi csata vetett véget: a csatában elesett a falu birtokosának számító Paksi Balázs győri püspök is. Hivatalát egészen 1535-ig nem töltötték be; a terület birtoklásáért, elsősorban a kilenced és a tized szedésének jogáért harc indult.
A helység 1582-ben kapott vásártartó jogot és mezőváros címet. Ehhez fallal kellett körülvenni. A több helyütt még ma is látható városfalak építési technikájuk, falazási megoldásuk és lőréseik alapján a 16. századnál korábbiak, és nem vették teljesen körbe Fertőrákost: nyugatról a meredek domboldal és a Rák patak biztosította a természetes védelmet, keletről pedig a mocsár. Draskovich György győri püspök által 1587-ben, a helységnek kibocsátott urbáriumából tudjuk, hogy akkoriban huszonnyolc családnak volt itt saját telke, huszonkettő pedig bérlő volt. Rajtuk kívül még három nemes és öt másik háztulajdonos élt az erődített falak közelében. Az okmány arról is tanúskodik, hogy 1587-ben volt itt községház, községi csapszék és mészárszék.
A 16. század második felétől erősödő török veszély miatt megnőtt a rákosi birtok jelentősége, és miután Győrt elfoglalta a török, központi szerepbe került: ide menekült a püspök. A település további kiváltságokat szerzett . 1683 nyarán a vidék történetének legnagyobb válsága következett be: a Bécs felé tartó török sereg portyázó segédcsapatai a települést kirabolták, felgyújtották, lakóit pedig lemészárolták vagy rabszíjra fűzték.

### A 18. század elejétől

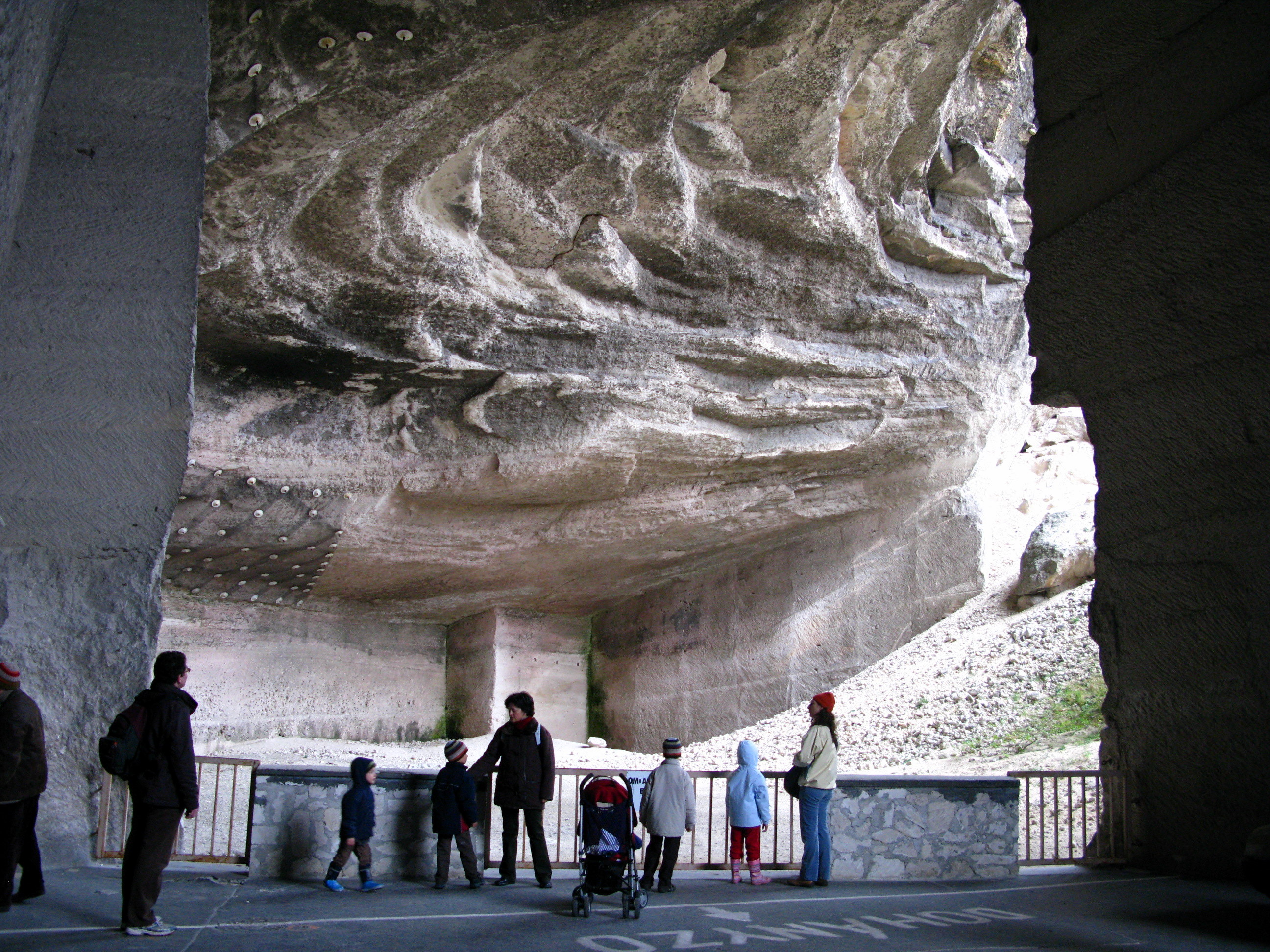
Egy osztrák építőipari cég az 1860-as évektől egészen az első világháborúig bérelte a híres kőbányát

Szinte a semmiből kellett újrateremteni mindent. Ekkor változott meg a helység lakóinak nemzetiségi összetétele. Az addigi, nagyobbrészt magyar lakosság helyére túlnyomóan németek települtek ide a mai Ausztria területéről. Ezt ösztönzendő hat évre adómentességet kaptak. 1712-ben III. Károly király megerősítette előjogaikat. A kuruc harcok (Bocskai két hadjárata és a Rákóczi-szabadságharc) után az egyenletes, nyugodt fejlődés kora következett, amit csak egy-egy járvány (1712-ben pestis, 1832-ben kolera) vagy tűzvész tört meg. 1743-ban gróf Zichy Ferenc vette át a püspökséget; ő alakíttatta át a palotát ma látható arculatára. A település továbbra is fejlődött, egyre többen telepedtek le itt.
Leírás a településről a 18. század végén:
„RÁKOS: Groisbach. Német Mezőváros Sopron Vármegyében, földes Ura a’ Győri Püspök, a’ kinek 4 szegeletre épűltt jeles kastéllyával ékeskedik, lakosai katolikusok, fekszik Sopronhoz 7/8 mértföldnyire. A’ Város kővel kerített, alatta pedig az Uraságnak gyönyörű kertye által vidámíttatik; határja jó, gabonát, búzát, és zabot terem; borai híresek, erdeje elég van, vagyonnyaikat könnyen eladhattyák, első osztálybéli.”
A bécsi székhelyű Steinmetzgeschäft der Allgemeinen Österreichischen Baugesellschaft építőipari cég az 1860-as évektől egészen az első világháborúig bérelte a híres kőbányát, ahol 60–100 embert foglalkoztattak.

### A 20. században
A településnevek egységesített törzskönyvezése során 1906-ban Rákos nevét kiegészítették a Fertő előtaggal; azóta Fertőrákos.
Az 1919-es saint-germain-i békeszerződés Fertőrákost Ausztriához csatolta, azonban fennhatósága alá nem került. A községben 1921. december 16-án megtartott népszavazáson a 96,6 %-ban német ajkú lakosság többsége Ausztriát választotta. Az 1525 szavazásra jogosult lakos közül 1370 szavazott; ebből Ausztria mellett adta le voksát 812 fő (60,7 %), Magyarország mellett 525 fő (39,3 %); érvénytelen volt 33 szavazat. Mivel a népszavazás végső eredményét Sopron és a környező nyolc falu egyesített szavazata adta, a község jogilag visszakerült Magyarországhoz.
A második világháború után a település etnikai összetétele gyökeresen megváltozott. A németeket kitelepítették, helyükre nagyrészt a csehszlovák–magyar lakosságcsere keretében a Felvidékről elűzött magyar családok költöztek. A falu eredeti lakosságának mindössze 10%-a maradt Fertőrákoson. Megváltozott a falu lakosainak életvitele is: a régi időket inkább csak a történeti és művészeti emlékek idézik. 1945-ben 3745-en éltek itt, de a kitelepítésekkel a lakosság lélekszáma 2150 főre csökkent, majd 1949-től 1970-ig növekedett, de nem érte el az 1945-ös létszámot. A korábban mezőgazdaságból és szőlőművelésből élő település gazdasági arculata átalakult.

## A település mai élete
Ma a munkaképes lakosság nagy része Sopronban dolgozik, a többiek gazdálkodnak vagy kisiparral foglalkoznak. A község próbál önállóan megélni: a vasfüggöny felszámolása óta az idegenforgalom lehetőségei javultak a leglátványosabban. Új határátkelőhelyet nyitottak a gyalogosok és turisták részére, így a Fertő-tavat körbejárhatják a kirándulók. Megindult a rendszeres hajóforgalom, tehát a nevezetességeket már a vízről is megtekinthetik az érdeklődők.

### Polgármesterei
- 1990–1994: Palkovits János (Fidesz-SZDSZ)[5]
- 1994–1998: Palkovits János (független)[6]
- 1998–2002: Palkovits János (független)[7]
- 2002–2006: Palkovits János (független)[8]
- 2006–2010: Palkovits János (független)[9]
- 2010–2014: Baltigh Márta Gyöngyi (Fidesz-KDNP)[10]
- 2014–2019: Palkovits János (független)[11]
- 2019–2024: Palkovits János (független)[12]
- 2024– : Tompa Judit Dóra (független)[1]

### Gazdaság
A falu elsősorban idegenforgalomból próbál megélni: a kisipari és szolgáltató tevékenységet is ilyen szempontból támogatják. 1997-ben a településen egyetlenegy ipari vállalkozás sem volt, a szolgáltatással foglalkozók száma azonban majdnem elérte a húszat. A mezőgazdaságban főleg a zöldség- és szőlőtermesztéshez vannak jó helyi adottságok. Említésre méltó, hogy a külföldi tőke – annak ellenére, hogy a falu a nyugat kapujában fekszik – nem képviselteti magát a településen.

### Infrastruktúra
Fertőrákos eredetileg egyutcás, orsós jellegű kiszélesedéssel kialakult falu volt. Az első és egyben legrégibb településmagja a Fő utca alsó szakasza volt. Infrastruktúrája teljes: a 674 lakás 98%-ában van vezetékes ivóvíz, 96%-ában vezetékes gáz. A telefont 1997-ig kb. 540 otthonba kötötték be, a szennyvízcsatorna-hálózatba a lakások 60%-át kapcsolták be – a helyi kábeltelevízióra ennél több otthon csatlakozott. A 19 utcából 18 szilárd burkolatú.

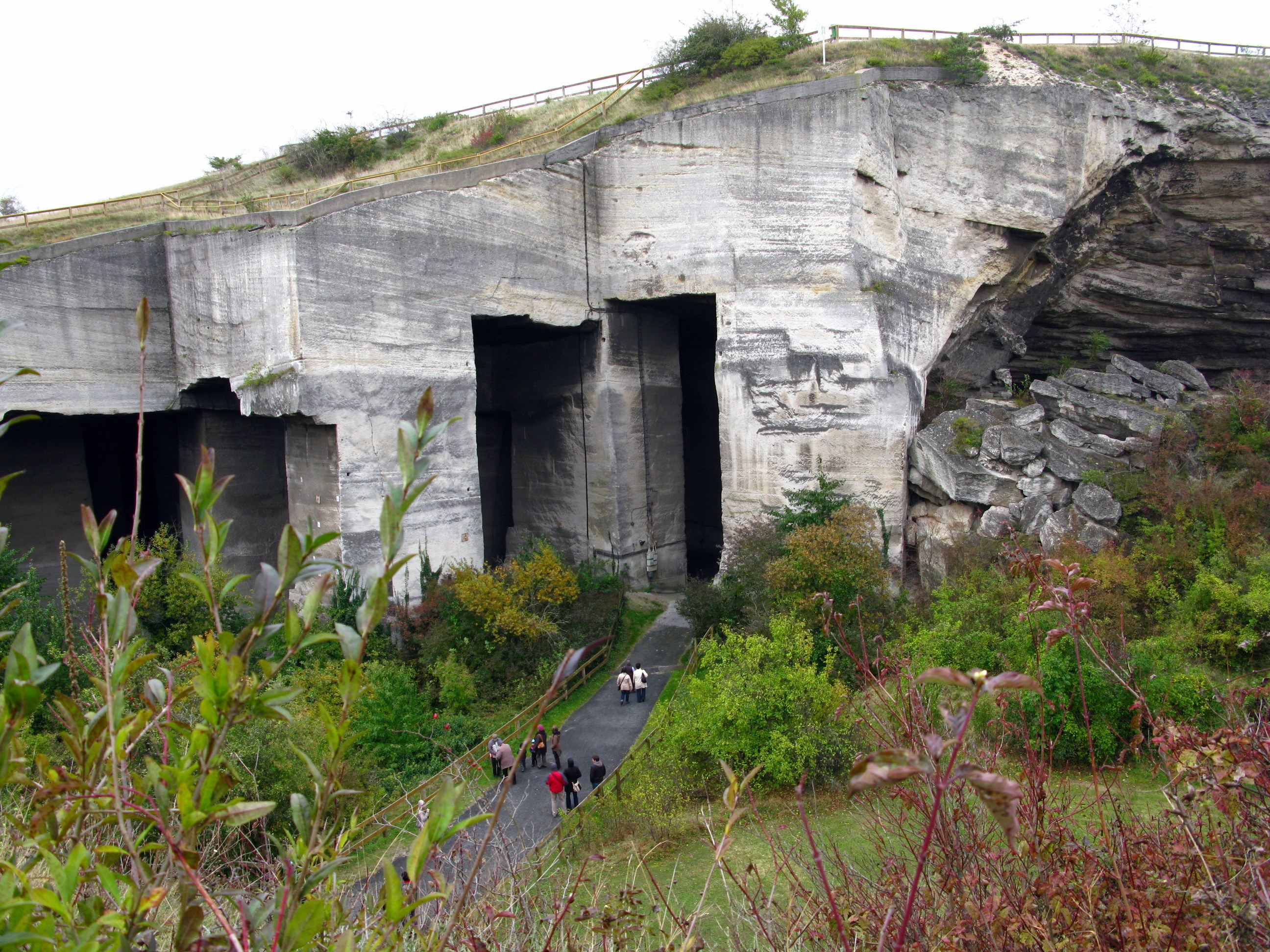
A kőfejtő

A községben működik posta, egészségügyi alapellátást biztosító orvosi rendelő és takarékszövetkezet, óvoda és általános iskola is. A óvodát az első világháború alatt létesítették, és 1945 után került az iskola két, földszinti helyiségébe, majd onnan a határőrség volt épületébe költöztették. Az iskolát 1651-ben Draskovich győri püspök alakította ki, és Rákos kötelességévé tette annak fenntartását. 1874-ben építettek egy új egy tantermes iskolát, amihez 1886-ban készült el a második, 1899-ben a harmadik tanterem. A 20. század elején már öt tantermes oktatási intézménye volt a településnek. A szülők döntése alapján 1938-ban kétnyelvű lett az iskola, amiben 1954 óta napközi is működik.

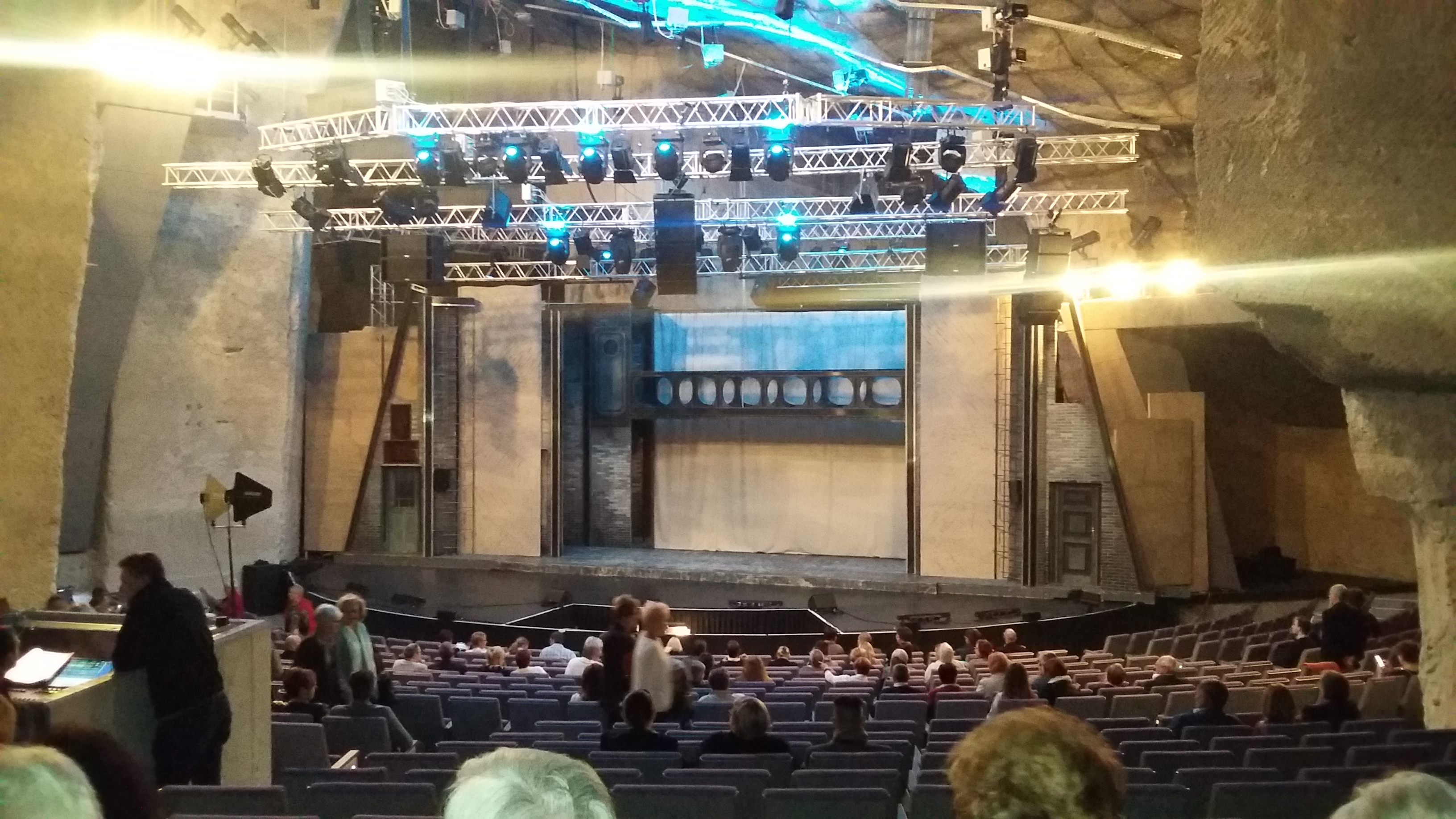
Barlangszínház

### Kultúra, szabadidő
A községben található művelődési ház, könyvtár, múzeum, kiállítóterem és sportpálya is. Lehet lovagolni, lőni és horgászni is. A kőfejtőben a barlangszínházban nyáron operaelőadásokat és komolyzenei koncerteket tartanak. A helybeliek és az átutazók kényelmét hat étterem szolgálja.
A faluban működik Német Nemzetiségi Dal- és Kultúr Egyesület, felnőtt énekkar és gyermek tánccsoport. Minden esztendőben megrendezik a nemzetiségi találkozót és a búcsút. Rendszeres kapcsolatot tartanak fenn a németországi Großengotternnel.

### Tűzoltóság
1889-ben a kismartoni járás valamennyi községében alakult önkéntes tűzoltó egyesület. A soproni járáshoz tartozó Rákos 1892-ben követte a tőle északra fekvő falvakat. Az egyesület többször is megszűnt, majd 2002-ben újra alapították. Ekkor megkezdték a szerállás felújítását, amit 2007-ben fejeztek be. Tevékenységük tűzoltásból és műszaki mentésből áll; első fokozatú közreműködő egyesületként támogatják Sopron tűzoltóságát. Technikájuk egy szerkocsi, egy csapatszállító jármű, valamint egy 2012-ben a ruszti tűzoltóktól adományként kapott tűzoltóhajó, amelyet felújítást követően 2017. június 17-én szenteltek fel. Két héttel később a St. Flórián bevetésre került a Fertő tavi cölöpházak oltásában.

## Népesség
A település népességének változása:
| Lakosok száma | 2225 | 2247 | 2260 | 2436 | 2419 | 2401 | 2455 |
|               | 2013 | 2014 | 2015 | 2021 | 2022 | 2023 | 2024 |

A 2011-es népszámlálás során a lakosok 77,1%-a magyarnak, 11% németnek, 2,9% cigánynak, 0,2% horvátnak mondta magát (21,9% nem nyilatkozott; a kettős identitások miatt a végösszeg nagyobb lehet 100%-nál). A vallási megoszlás a következő volt: római katolikus 52,3%, evangélikus 2%, református 1,6%, görögkatolikus 0,1%, felekezeten kívüli 11,5% (31,5% nem nyilatkozott).
2022-ben a lakosság 85,3%-a vallotta magát magyarnak, 10,7% németnek, 2,1% cigánynak, 0,5% románnak, 0,3% horvátnak, 0,2% szlováknak, 0,1-0,1% szerbnek, lengyelnek, bolgárnak, ukránnak és ruszinnak, 2,9% egyéb, nem hazai nemzetiségűnek (13,1% nem nyilatkozott; a kettős identitások miatt a végösszeg nagyobb lehet 100%-nál). Vallásuk szerint 34,3% volt római katolikus, 2,9% evangélikus, 1,8% református, 0,4% görög katolikus, 0,1% ortodox, 1,6% egyéb keresztény, 0,5% egyéb katolikus, 11,6% felekezeten kívüli (46,9% nem válaszolt).
A község népességének alakulása az első magyarországi népszámlálás és 2011 között: 
Fertőrákos népességének anyanyelv szerinti megoszlása 1920 és 2011 között: 
|  | A grafikon jelenleg technikai problémák miatt nem áll rendelkezésre. |

|  | A grafikon jelenleg technikai problémák miatt nem áll rendelkezésre. |

|  | A grafikon jelenleg technikai problémák miatt nem áll rendelkezésre. |

|  | A grafikon jelenleg technikai problémák miatt nem áll rendelkezésre. |

## Légi fotó galéria

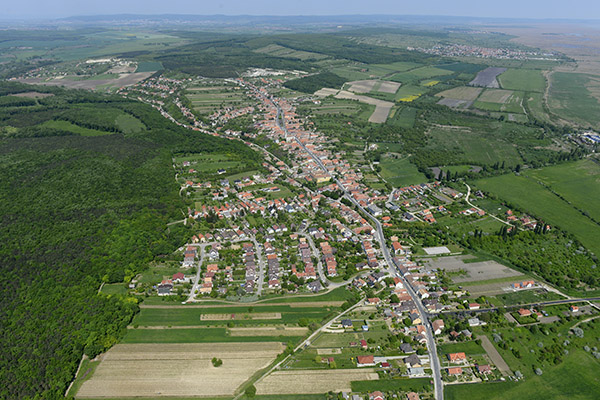
Fertőrákos látképe a levegőből
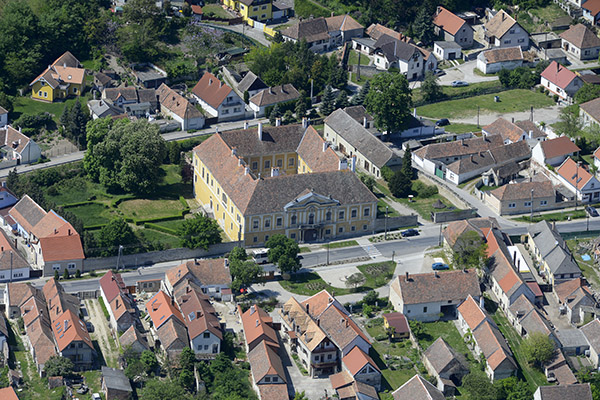
Fertőrákos, püspöki kastély légi fotón
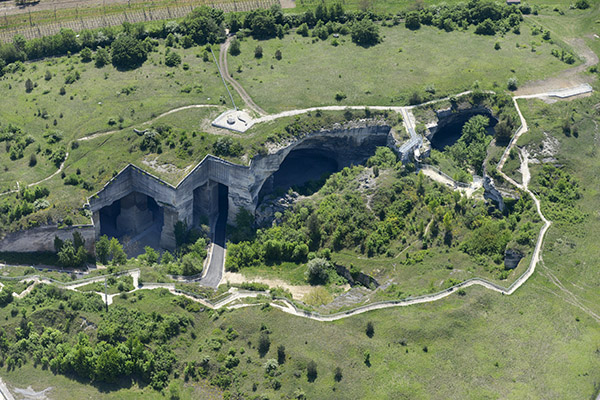
Az egykori kőfejtő légi felvételen, Fertőrákos
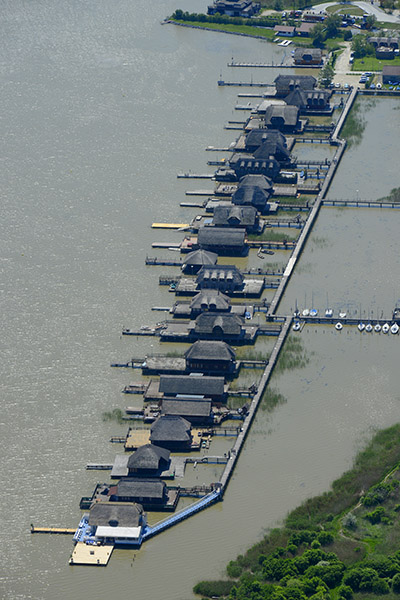
Légi felvételen a Fertő-tavi cölöpházak (még a tűzvész előtt)
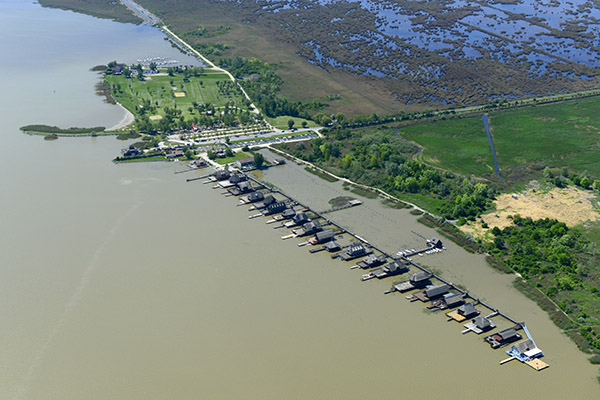
A fertőrákosi kikötő látképe, légi fotó
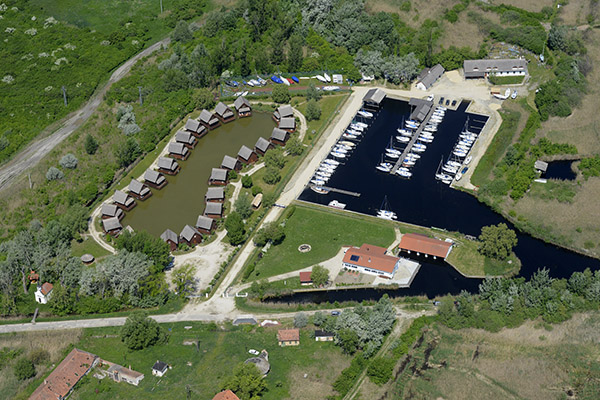
Fertőrákos, Virágosmajor madártávlatból
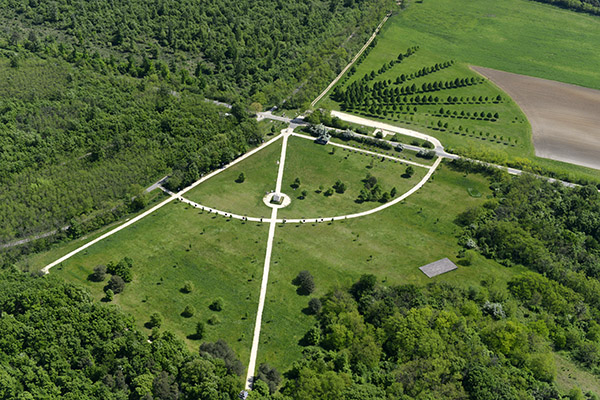
A páneurópai piknik emlékhely a magasból

## Látnivalók

### A Fertő
A Fertő hazai oldalán csak a Fertőrákoshoz közel eső partszakaszon van strand és vízisport telep, de ez közigazgatásilag Sopronhoz tartozik. A vízitelep kialakítása már a két világháború között megkezdődött, ekkor a parttól mintegy 3 km-re a nádas víz felőli részén cölöpökön a víz felett álló faházakat építettek. Akkoriban csak csónakon volt megközelíthető, később töltésutat létesítettek. A rendszerváltás előtt a kiépülő vízitelepre csak külön határsávi belépővel lehetett bejutni. A páneurópai piknik idején és az azt követő hetekben sok száz keletnémet állampolgár menekült át itt Ausztriába.

### A kőfejtő
Két kőbánya van a településen, az évente közel kétszázezer embert vonzó látogatható bánya a község északi részén található. A geológusok szerint mintegy 12 millió évre, a miocénban képződött az lithothamnium-gumós lajtamészkő, amit már a rómaiak is bányászták – egyebek között a mai Sopron helyén állt Scarbantia falainak építéséhez. 1500-as években a fertőrákosiak megkapták rá a bányászengedélyt, és ezután már iparszerűen fejtették a követ. A nagyobb ütemű kitermelés 1857-ben indult meg, amikor a kőbánya a Bécsi Építőtársaság tulajdonába került. A bányászat 1948-ig tartott. A kőfejtőt 1951-ben műemlékké nyilvánították.
A kőfejtő őslénytani szempontból is igen érdekes: a függőlegesre fejtett, hatalmas falak jól megőrizték a tenger állatainak és növényeinek mészvázát. A növényvilágból a lithothamniumok jelentősek, az állatvilágból pedig a fésűskagylófélék, e kettő kőzetalkotó mennyiségben fordul elő.
A második világháború végén a német és magyar szervek a légitámadásoktól védett lőszergyártó üzemet és raktárakat kívántak a kőfejtőben kiépíteni. 1944 decemberétől zsidó munkaszolgálatosokat – köztük egy rövid ideig Szerb Antal írót, Sárközi György költőt és Halász Gábor irodalomtörténészt –, valamint olasz hadifoglyokat, szerb és horvát munkásszázadok tagjait, környékbeli kivezényelt lakosokat dolgoztattak az építkezésen. Az itteni kényszermunka mintegy 400 magyar zsidó életét követelte.
A kőfejtő több jelentős nagyjátékfilm forgatási helyszíne volt. 1958-ban Jancsó Miklós itt vette filmre A harangok Rómába mentek egyes jeleneteit, majd 1965-ben Várkonyi Zoltán forgatta itt A kőszívű ember fiai egyik legendás jelenetét. Ez utóbbi film képsorai annyira ikonikussá váltak, hogy a regény egy későbbi kiadásának borítóján is ez a helyszín látható. A kőfejtő oszlopai ugyancsak feltűnnek Fábri Zoltán 1966-ban készült Utószezon című filmdrámájában, amikor a főszereplő lázálmában egykori munkaadóit keresi a sziklacsarnokban heverő zsidó tetemek között. 1979-ben ugyancsak a kőbányában készült a Sándor Mátyás televíziós sorozat egy jelenetsora.
1970-ben alapította meg Várady György színházigazgató a barlangszínházat. Ezt 1985-ben korszerűsítették: a nézőtérre padlófűtést és új széksorokat, a színpadra modern világítást szereltek, és megoldották a műszaki személyzet elhelyezését is. 2011-re a kőfejtő állaga leromlott, életveszélyessé vált, ezért bezárták; 2013 és 2015 között jelentős Európai Uniós támogatással – a barlangszínházzal együtt – rendbe hozták, kialakítva látogatóközpontot, parkolót, kiállító- és bemutatóhelyeket.

### A püspöki kastély

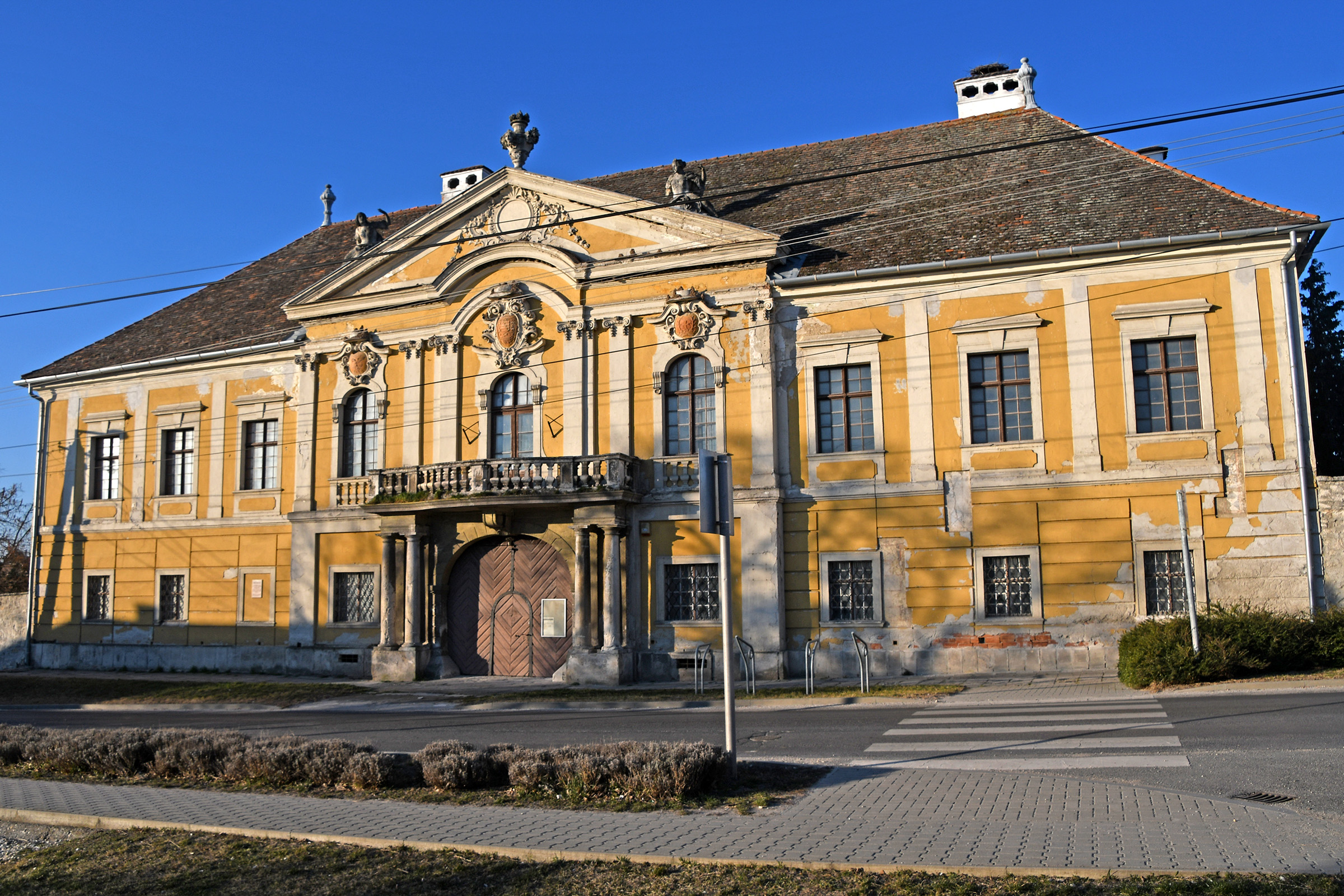
A püspöki kastély

A püspöki kastély (utolsó nagy építtetőjéről nevezik Zichy-kastélynak is) egyemeletes, rokokó homlokzatú, szabadon álló épület belső udvarral. Erkélyes homlokzata háromszög oromzatos. Dísztermét és kápolnáját barokk falképek ékesítik, két szobáját pedig rokokó stukkók. A kastély alapvetően a győri püspökök nyári rezidenciája volt, de Győr török megszállásának idején állandó székhelyül is szolgált. Az 1681. évi soproni országgyűlés alkalmával I. Lipót magyar király és német-római császár e helyen látogatta meg Széchényi György püspököt, hogy megállapodjon vele a protestánsok elleni intézkedésekről, s a püspök innen irányította az evangélikus Sopron rekatolizálását.

### Mithrász-szentély

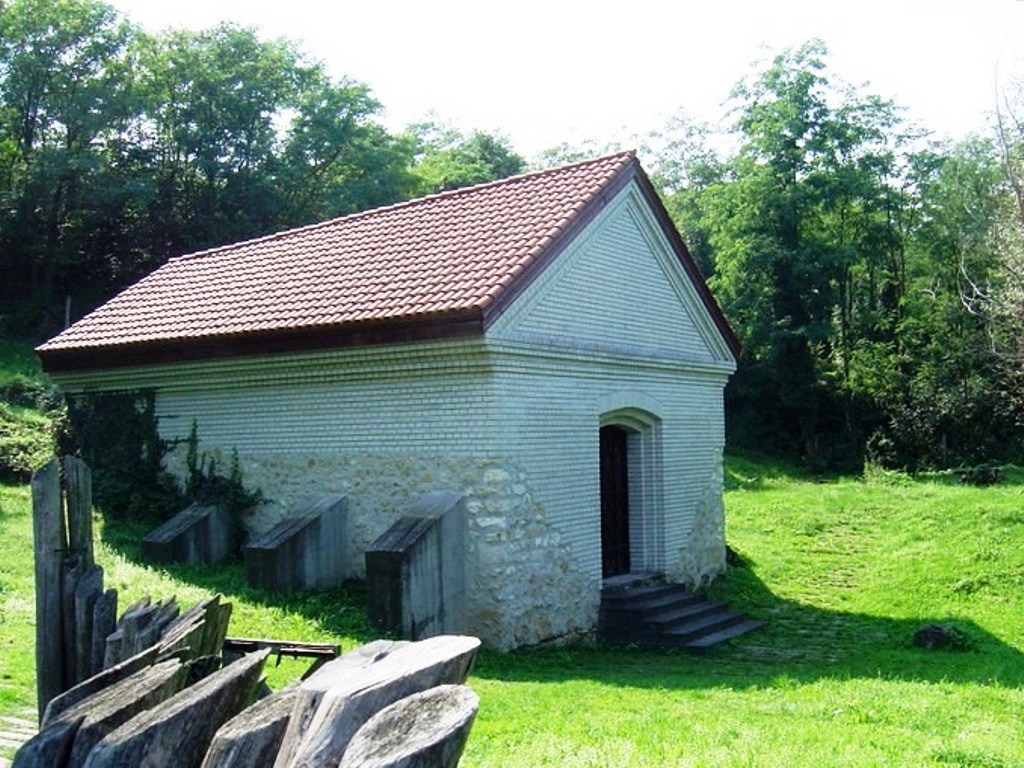
A Mithrász-szentély

A Fertőmeggyesre vezető út mellett, közvetlenül az államhatár magyar oldalán található Mithrász-szentély a környék egyik legértékesebb római kori emléke. A Mithrász perzsa napistent tisztelő vallási közösségek tagjai a társadalom minden rétegét képviselték – különösen kedvelt volt a katonák körében. A 4. század végén hanyatlásnak indult kultusz fertőrákosi szentélyét magára hagyták, azt az eső és a szél hordaléka betemette, az erdő növényzete benőtte. 1866-ban fedezték fel újra, mentették ki a leleteket, és látták el állagmegóvó kőboltozattal. A második világháborút követően a szigorúan őrzött határsávon belülre került, szakemberek sem látogathatták, állapota teljesen leromlott. 1990-ben nyílt lehetőség arra, hogy elvégezzék a hitelesítő ásatásokat és a szentélyt helyreállítsák. Az új védőépülettel fedett szakrális építmény 1992 óta látogatható.

### Egyéb látnivalók
- Pellengér[27]
- Püspöki vízimalom, napórával
- Kalcitkristály-gyűjtemény[28]

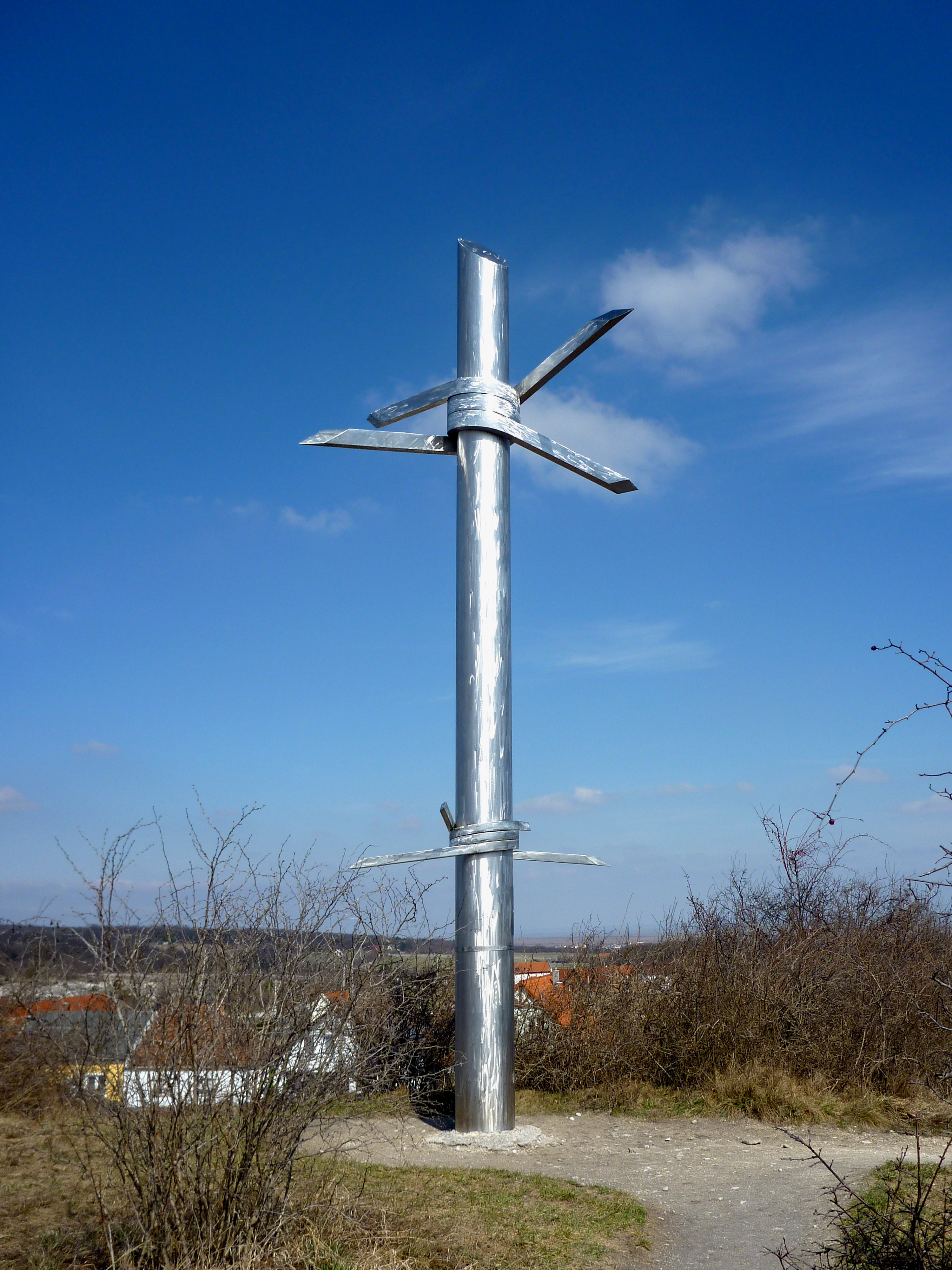
Emlékmű (Páneurópai Piknik)

- Helytörténeti kiállítás (a Fő u. 152. sz. alatt)
- Virágosmajori kápolna
- Középkori várfalmaradványok[29]
- Az 1921-es népszavazás emlékműve (Kovács György, 2003)[30]
- A kitelepítettek emlékműve (Örsi András műve, 1996)
- Páneurópai piknik emlékhely
- Nepomuki Szent János-szobor
- Szent Donát-szobor[31]
- Szent Sebestyén-szobor
- Szentháromság-szobor
- Zászlópark

## Testvértelepülések
- Großengottern, Németország (1993)[32]
- Karcfalva, Románia (2008)[33]
- Rapolano Terme, Olaszország (2000)[34]